# Europees kampioenschap driebanden
Het Europees kampioenschap driebanden wordt georganiseerd door de CEB. De Belg Raymond Ceulemans is met 23 titels absoluut recordhouder.

## Geschiedenis
| Editie | Jaar | Locatie                  |                      |                      |                                        |
| ------ | ---- | ------------------------ | -------------------- | -------------------- | -------------------------------------- |
| 1      | 1932 | Amsterdam                | Alfred Aeberhard     | Henk Robijns         | Claudio Puigvert                       |
| 2      | 1935 | Amsterdam                | Alfred Lagache       | Jacques Davin        | Emile Zaman                            |
| 3      | 1939 | Angoulême                | Alfred Lagache       | Arie Bos             | Alfredo Ferraz                         |
| 4      | 1947 | Brussel                  | Alfred Lagache       | René Vingerhoedt     | Claudio Puigvert                       |
| 5      | 1948 | Madrid                   | Joaquín Domingo      | Roger Hanoun         | René Vingerhoedt                       |
| 6      | 1949 | Angoulême                | Alfred Lagache       | René Vingerhoedt     | Marcel Lacroix                         |
| 7      | 1950 | Amsterdam                | Bert Wevers          | Bernard Siguret      | Léonard Dessart                        |
| 8      | 1951 | Antwerpen                | René Vingerhoedt     | Alfred Lagache       | Léonard Dessart                        |
| 9      | 1952 | Lausanne                 | René Vingerhoedt     | August Tiedtke       | Jan Broekhuizen                        |
| 10     | 1953 | Madrid                   | René Vingerhoedt     | August Tiedtke       | António Ventura                        |
| 11     | 1954 | Mannheim                 | René Vingerhoedt     | Walter Lütgehetmann  | Pierre Fauconnier                      |
| 12     | 1955 | Amsterdam                | René Vingerhoedt     | Herman Popeijus      | Walter Lütgehetmann                    |
| 13     | 1956 | Saarbrücken              | René Vingerhoedt     | August Tiedtke       | Pierre Fauconnier                      |
| 14     | 1957 | Lissabon                 | Bernard Siguret      | Jaime Pimenta        | Johann Scherz                          |
| 15     | 1957 | Antwerpen                | René Vingerhoedt     | August Tiedtke       | Raymond Steylaerts                     |
| 16     | 1958 | Cannes                   | Johann Scherz        | August Tiedtke       | René Vingerhoedt                       |
| 17     | 1959 | Hilversum                | René Vingerhoedt     | August Tiedtke       | Bernard Siguret                        |
| 18     | 1960 | Düsseldorf               | René Vingerhoedt     | August Tiedtke       | Laurent Boulanger                      |
| 19     | 1961 | Triëst                   | Johann Scherz        | Henny de Ruyter      | Raymond Ceulemans                      |
| 20     | 1962 | Kaatsheuvel              | Raymond Ceulemans    | Johann Scherz        | Herman Popeijus                        |
| 21     | 1963 | Brussel                  | Raymond Ceulemans    | Johann Scherz        | Raymond Steylaerts                     |
| 22     | 1964 | Kopenhagen               | Raymond Ceulemans    | Johann Scherz        | Raymond Steylaerts                     |
| 23     | 1965 | Wenen                    | Raymond Ceulemans    | Johann Scherz        | Roger Hanoun                           |
| 24     | 1966 | Lissabon                 | Raymond Ceulemans    | Johann Scherz        | Jan Doggen                             |
| 25     | 1967 | Angoulême                | Raymond Ceulemans    | Fernand van Barel    | Johann Scherz                          |
| 26     | 1968 | Madrid                   | Raymond Ceulemans    | Johann Scherz        | Laurent Boulanger                      |
| 27     | 1969 | Den Haag                 | Raymond Ceulemans    | Laurent Boulanger    | Johann Scherz                          |
| 28     | 1970 | Doornik                  | Raymond Ceulemans    | Johann Scherz        | August Tiedtke                         |
| 29     | 1971 | Geel                     | Raymond Ceulemans    | Johann Scherz        | Laurent Boulanger                      |
| 30     | 1972 | Dortmund                 | Raymond Ceulemans    | Peter Thøgersen      | Rini van Bracht                        |
| 31     | 1972 | Crosne                   | Arnold de Paepe      | Ludo Dielis          | Roland Dufetelle                       |
| 32     | 1973 | Eeklo                    | Raymond Ceulemans    | Ludo Dielis          | Richard Bitalis                        |
| 33     | 1974 | Rotterdam                | Raymond Ceulemans    | Rini van Bracht      | Laurent Boulanger                      |
| 34     | 1976 | Valencia                 | Raymond Ceulemans    | Ludo Dielis          | Johann Scherz                          |
| 35     | 1977 | Lausanne                 | Raymond Ceulemans    | Ludo Dielis          | Johann Scherz                          |
| 36     | 1978 | Kopenhagen               | Raymond Ceulemans    | Peter Thøgersen      | Ludo Dielis                            |
| 37     | 1979 | Düren                    | Raymond Ceulemans    | Johann Scherz        | Egidio Vierat                          |
| 38     | 1980 | Helsingborg              | Raymond Ceulemans    | Johann Scherz        | Christ van der Smissen                 |
| 39     | 1981 | Wenen                    | Raymond Ceulemans    | Raymond Steylaerts   | Piet de Jong                           |
| 40     | 1982 | Porto                    | Raymond Ceulemans    | Johann Scherz        | Ludo Dielis                            |
| 41     | 1983 | Duinkerke                | Raymond Ceulemans    | Torbjörn Blomdahl    | Egidio Vierat                          |
| 42     | 1984 | Leuven                   | Rini van Bracht      | Egidio Vierat        | Günter Siebert                         |
| 43     | 1985 | Amersfoort               | Torbjörn Blomdahl    | Rini van Bracht      | Raymond Ceulemans                      |
| 44     | 1986 | Mondorf-les-Bains        | Torbjörn Blomdahl    | Avelino Rico         | Jorge Theriaga                         |
| 45     | 1987 | Waalwijk                 | Raymond Ceulemans    | Torbjörn Blomdahl    | Ludo Dielis                            |
| 46     | 1988 | Vejle                    | Torbjörn Blomdahl    | Raymond Ceulemans    | Christ van der Smissen                 |
| 47     | 1989 | Viersen                  | Lennart Blomdahl     | Richard Bitalis      | Torbjörn Blomdahl                      |
| 48     | 1990 | Norrköping               | Torbjörn Blomdahl    | Dick Jaspers         | Paul Stroobants                        |
| 49     | 1991 | Dordrecht                | Torbjörn Blomdahl    | Dick Jaspers         | Raymond Ceulemans                      |
| 50     | 1992 | Caïro                    | Raymond Ceulemans    | Francis Connesson    | Marco Zanetti                          |
| 51     | 1993 | Corbeil-Essonnes         | Rini van Bracht      | Maximo Aguirre       | Paul Stroobants                        |
| 52     | 1994 | Odense                   | John Tijssens        | Andreas Efler        | Dion Nelin                             |
| 53     | 1995 | Praag                    | Jozef Philipoom      | Hans Laursen         | John Tijssens                          |
| 54     | 1997 | Mondorf-les-Bains        | Dani Sánchez         | Jean-Christophe Roux | Peter de Backer Dion Nelin             |
| 55     | 1998 | Aubagne                  | Torbjörn Blomdahl    | Martin Horn          | Dick Jaspers Dani Sánchez              |
| 56     | 1999 | Porto                    | Semih Sayginer       | Dion Nelin           | Dick Jaspers Jorge Theriaga            |
| 57     | 2000 | Madrid                   | Dani Sánchez         | Semih Sayginer       | Raimond Burgman Eddy Leppens           |
| 58     | 2001 | Odense                   | Torbjörn Blomdahl    | Tonny Carlsen        | Dick Jaspers Dion Nelin                |
| 59     | 2002 | İzmir                    | Frédéric Caudron     | Tonny Carlsen        | Torbjörn Blomdahl Jacob Haack-Sørensen |
| 60     | 2003 | Göynük                   | Dick Jaspers         | Frédéric Caudron     | Martin Horn Marco Zanetti              |
| 61     | 2004 | Ölüdeniz                 | Murat Naci Çoklu     | Martin Horn          | Torbjörn Blomdahl Dani Sánchez         |
| 62     | 2005 | Espinho                  | Torbjörn Blomdahl    | Frédéric Caudron     | Dick Jaspers Brian Knudsen             |
| 63     | 2006 | Antalya                  | Frédéric Caudron     | Semih Sayginer       | Dick Jaspers Dani Sánchez              |
| 64     | 2007 | Salon-de-Provence        | Eddy Merckx          | Frédéric Caudron     | Dick Jaspers Dani Sánchez              |
| 65     | 2008 | Florange                 | Dick Jaspers         | Torbjörn Blomdahl    | Roland Forthomme Marco Zanetti         |
| 66     | 2009 | Odense                   | Dani Sánchez         | Frédéric Caudron     | Torbjörn Blomdahl Tayfun Taşdemir      |
| 67     | 2010 | Sankt Wendel             | Dick Jaspers         | Eddy Merckx          | Tayfun Taşdemir Marco Zanetti          |
| 68     | 2011 | Porto                    | Dick Jaspers         | Eddy Merckx          | Torbjörn Blomdahl Frédéric Caudron     |
| 69     | 2012 | Istanboel                | Filipos Kasidokostas | Raimond Burgman      | Murat Naci Çoklu Martin Horn           |
| 70     | 2013 | Brandenburg an der Havel | Marco Zanetti        | Christian Rudolph    | Frédéric Caudron Glenn Hofman          |
| 71     | 2015 | Brandenburg an der Havel | Torbjörn Blomdahl    | Eddy Merckx          | Dick Jaspers Adnan Yüksel              |
| 72     | 2017 | Brandenburg an der Havel | Marco Zanetti        | Frédéric Caudron     | Dick Jaspers David Martinez            |
| 73     | 2019 | Brandenburg an der Havel | Dick Jaspers         | Marco Zanetti        | Murat Naci Çoklu Rubén Legazpi         |
| 74     | 2022 | Berlicum                 | Dani Sánchez         | Dick Jaspers         | Martin Horn Semih Sayginer             |
| 75     | 2023 | Antalya                  | Marco Zanetti        | Berkay Karakurt      | Torbjörn Blomdahl Dani Sánchez         |

* In 1957 en 1972 werden er twee EK's georganiseerd.

## Medaillespiegel
| Plaats | Land                     | Goud | Zilver | Brons | Totaal |
| 1      | België                   | 37   | 18     | 27    | 82     |
| 2      | Zweden                   | 10   | 3      | 6     | 19     |
| 3      | Nederland                | 9    | 10     | 18    | 37     |
| 4      | Frankrijk                | 5    | 8      | 7     | 20     |
| 5      | Spanje                   | 5    | 1      | 10    | 16     |
| 6      | Italië                   | 3    | 1      | 4     | 8      |
| 7      | Oostenrijk               | 2    | 11     | 5     | 18     |
| 8      | Turkije                  | 2    | 3      | 6     | 11     |
| 9      | Zwitserland              | 1    | 1      | 0     | 2      |
| 10     | Griekenland              | 1    | 0      | 0     | 1      |
| 11     | Bondsrepubliek Duitsland | 0    | 8      | 3     | 11     |
| 12     | Denemarken               | 0    | 6      | 5     | 11     |
| 13     | Duitsland                | 0    | 4      | 3     | 7      |
| 14     | Portugal                 | 0    | 1      | 3     | 4      |
| Totaal | Totaal                   | 75   | 75     | 97    | 247    |